# دار أوبرا فيينا

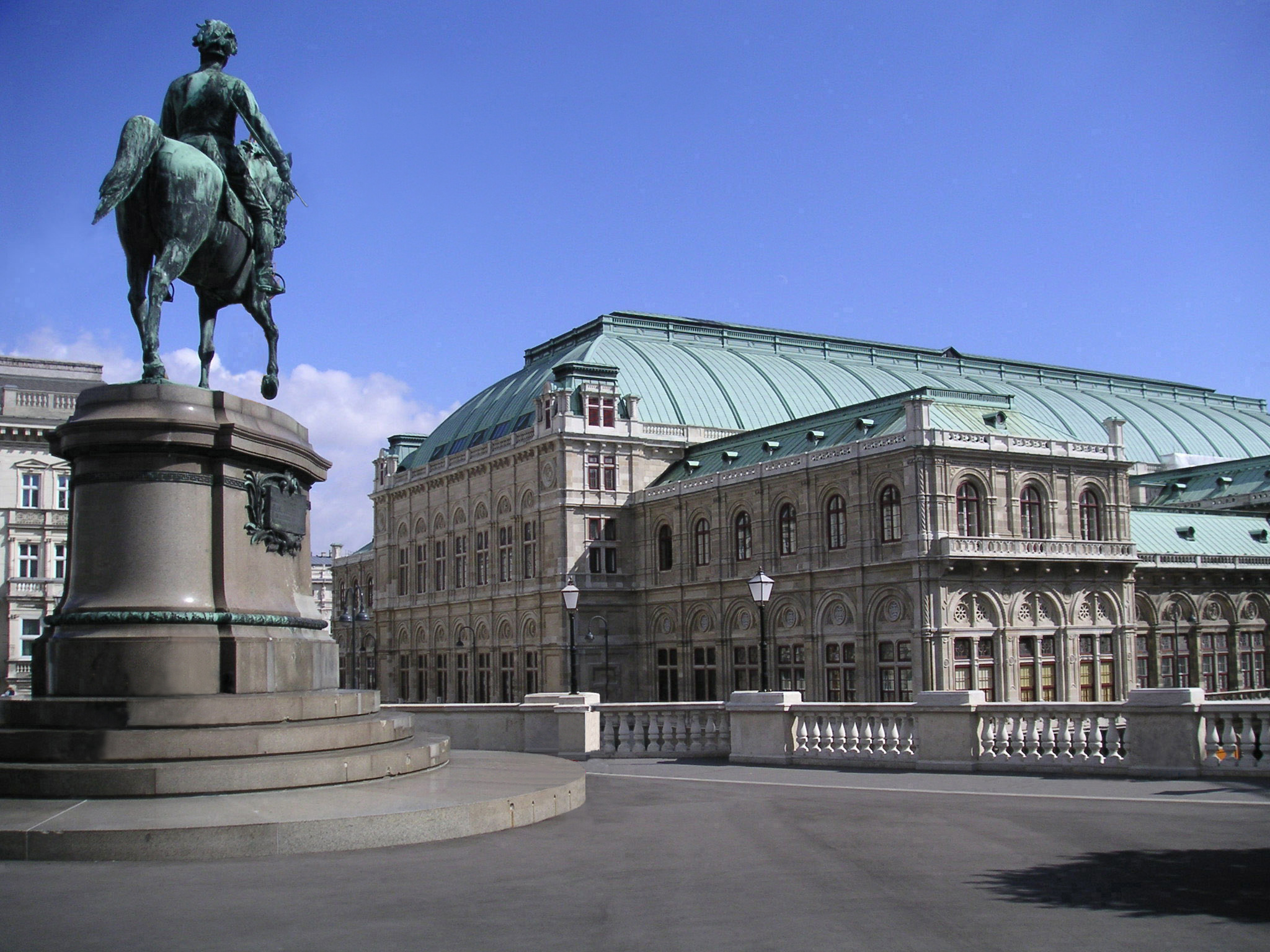
أوبرا الدولة بفيينا

دار أوبرا فيينا هي شركة عمومية للأوبرا والباليه تقع بالعاصمة النمساوية فيينا. إنها إحدى أروع الأوبرات الموجودة في العالم، وإحدى أوائل المؤسسات الثقافية فيها.

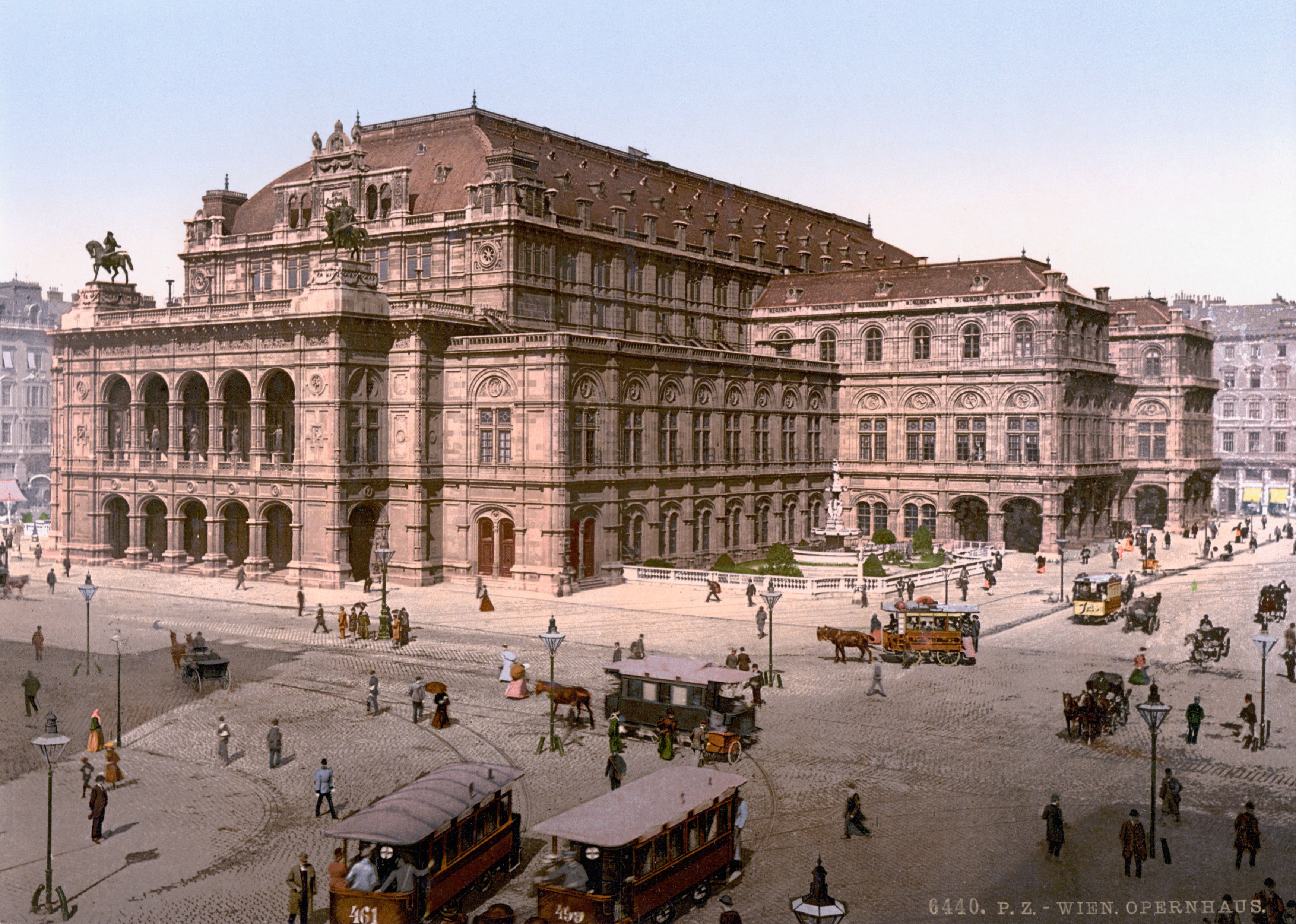
أوبرا فيينا في سنوات 1890

- يعود تأسيس أول أوبرا في إمبراطورية الهابسبورغ إلى عام 1625 بالهوفبورغ (بالألمانية: Hofburg) بفيينا في بلد اكتسب تقاليد موسيقية راقية. اما كمؤسسة فقد تأسست الأوبرا عام 1810.

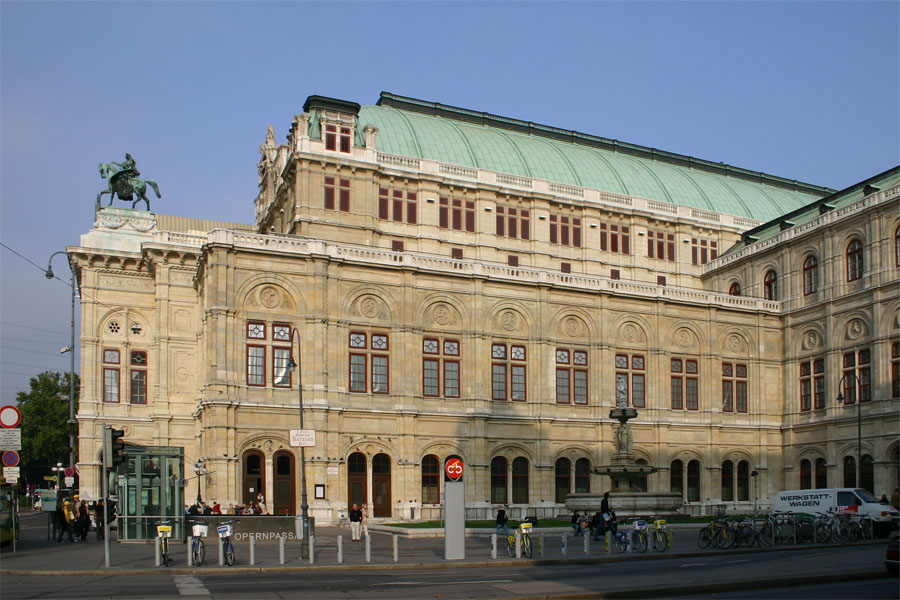
مشهد خارجي
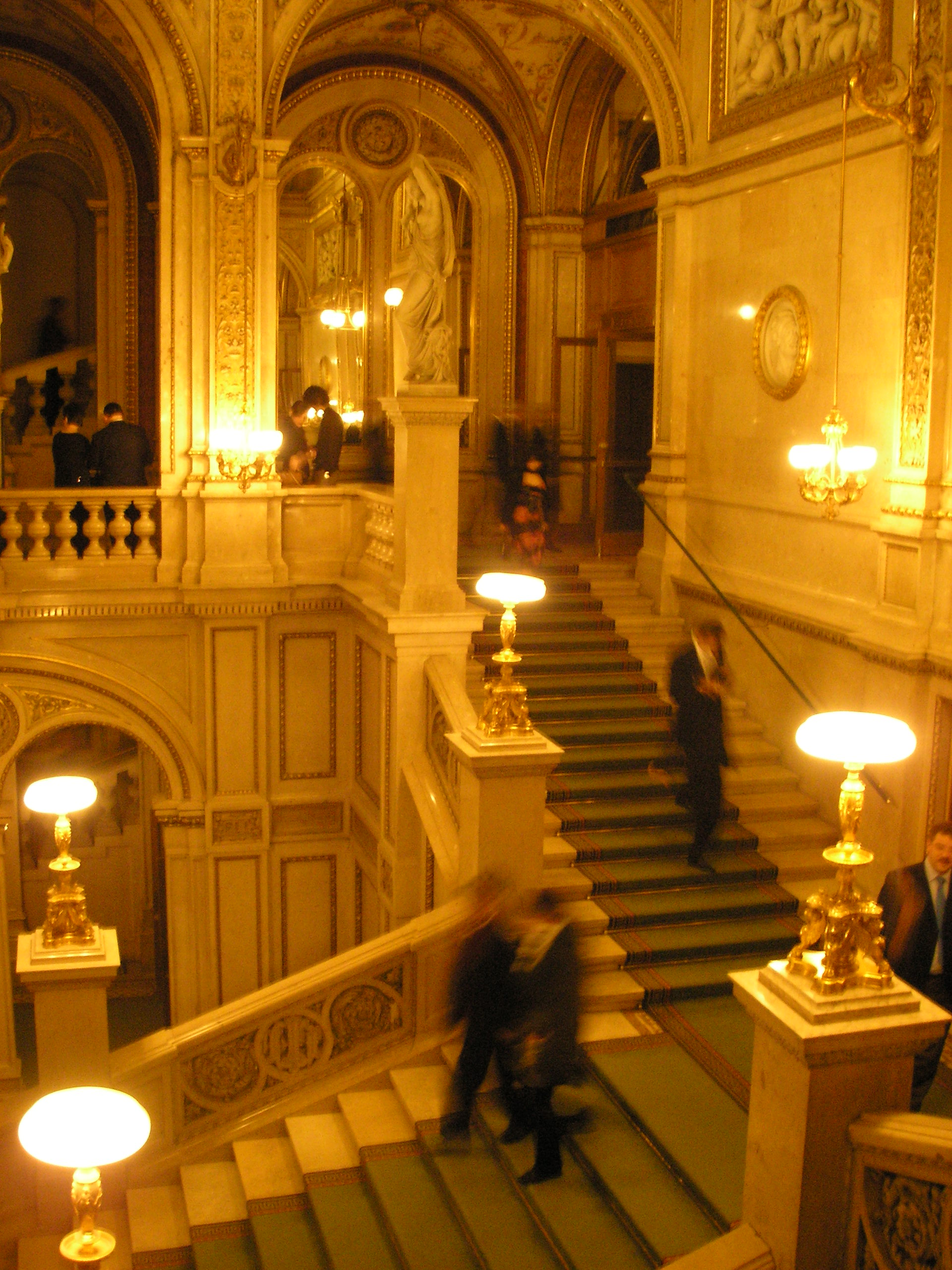
المدرج الكبير
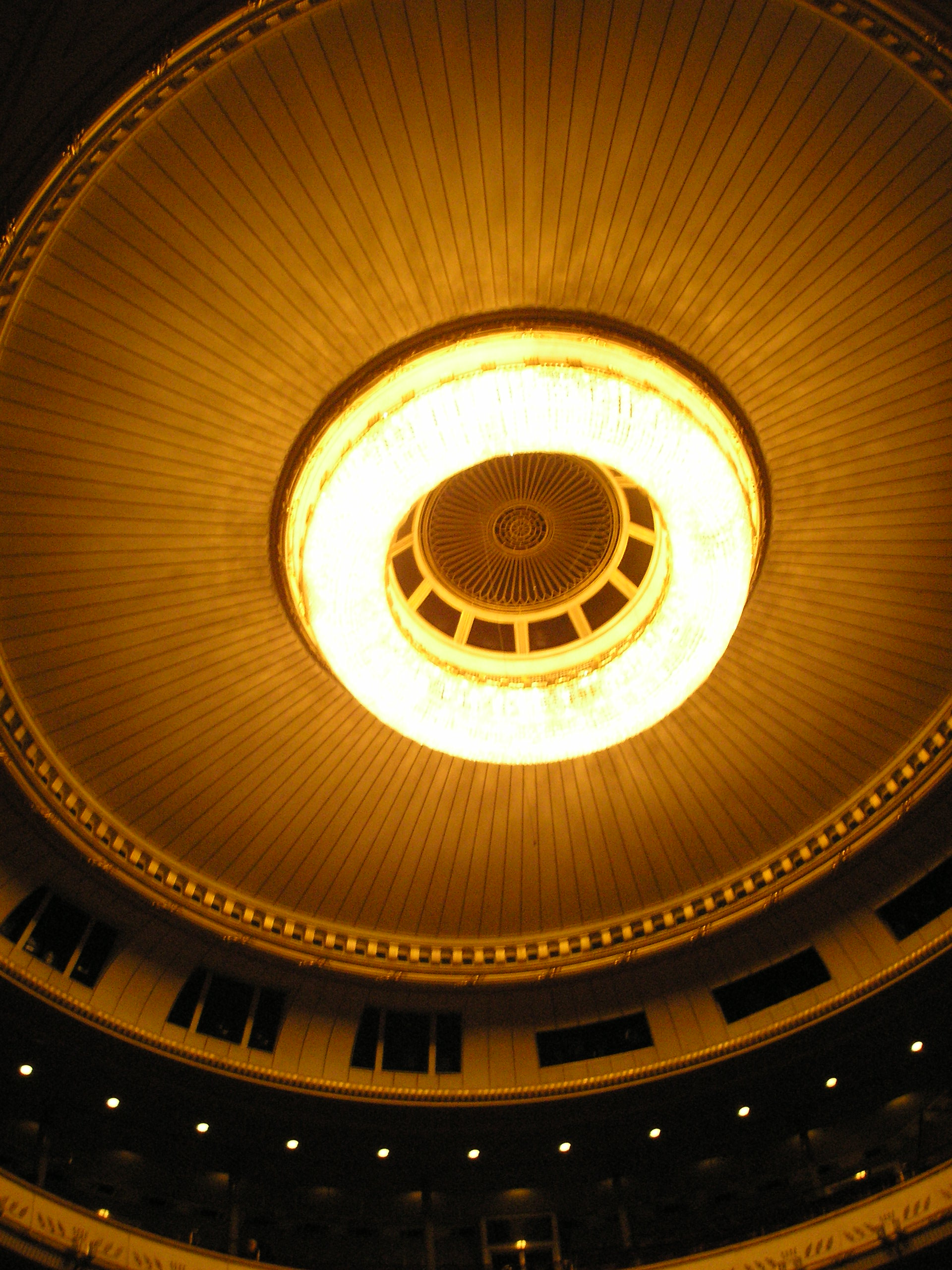
سقف قاعة الجمهور
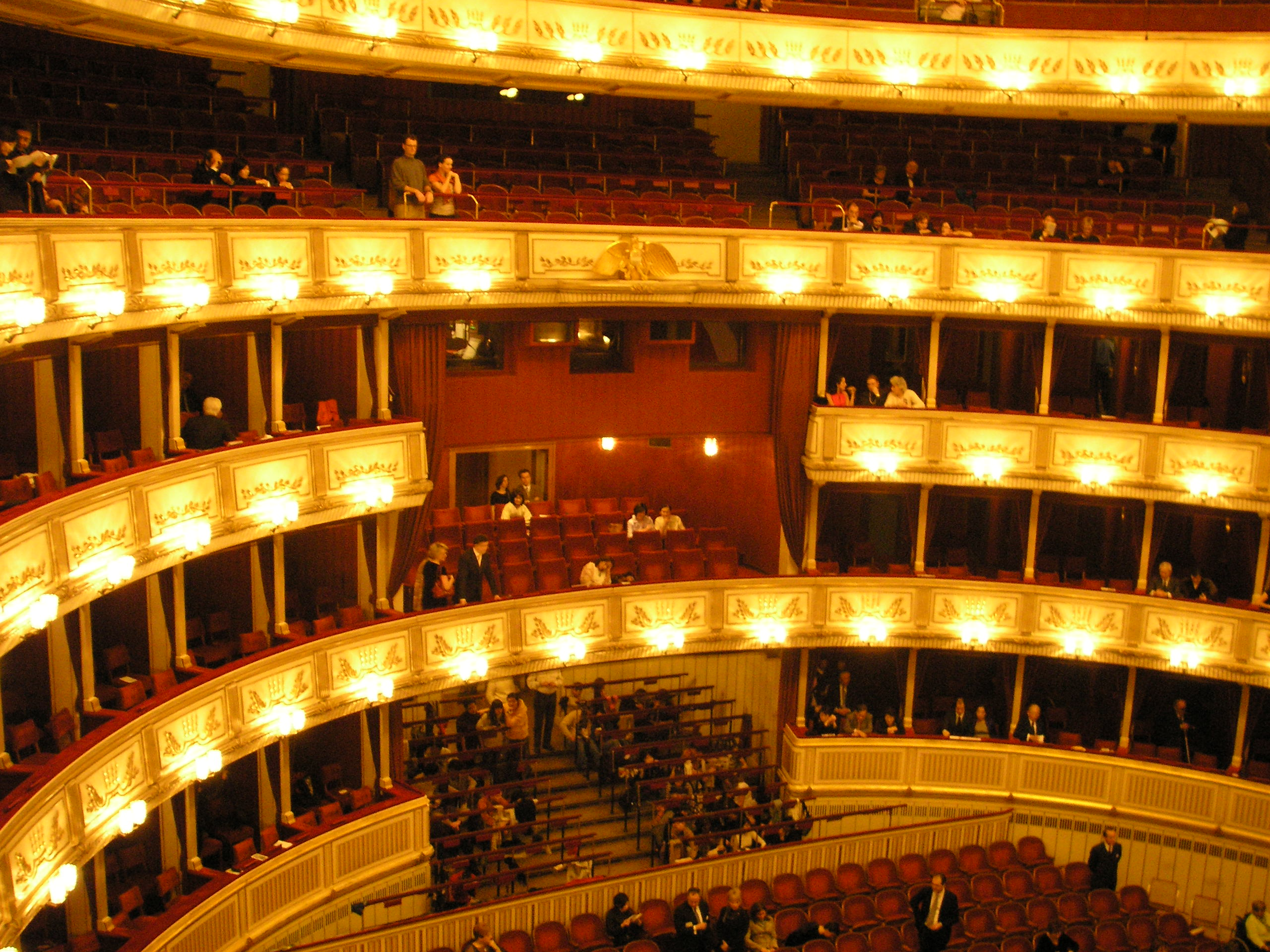
الشرفات
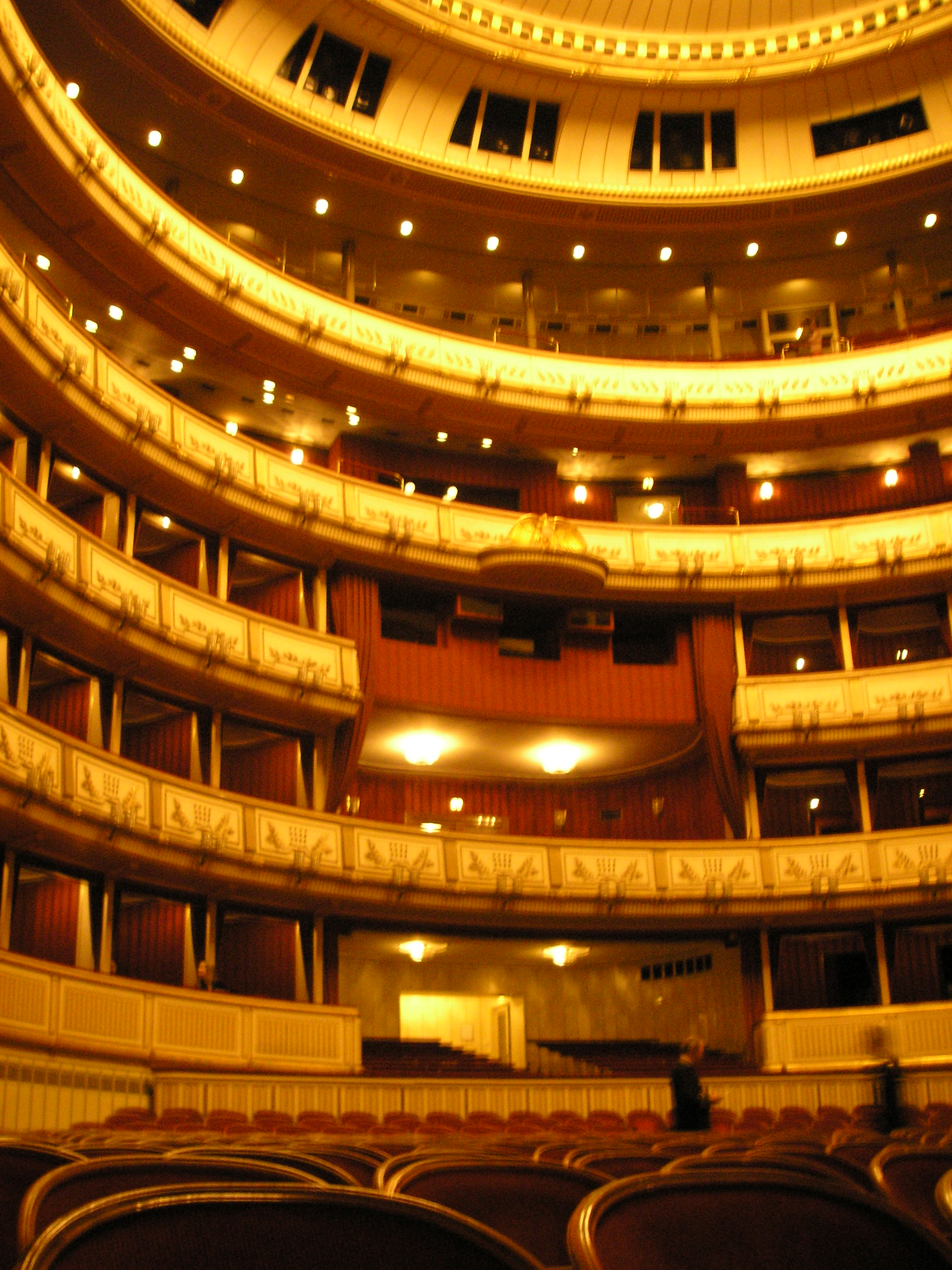
الشرفات
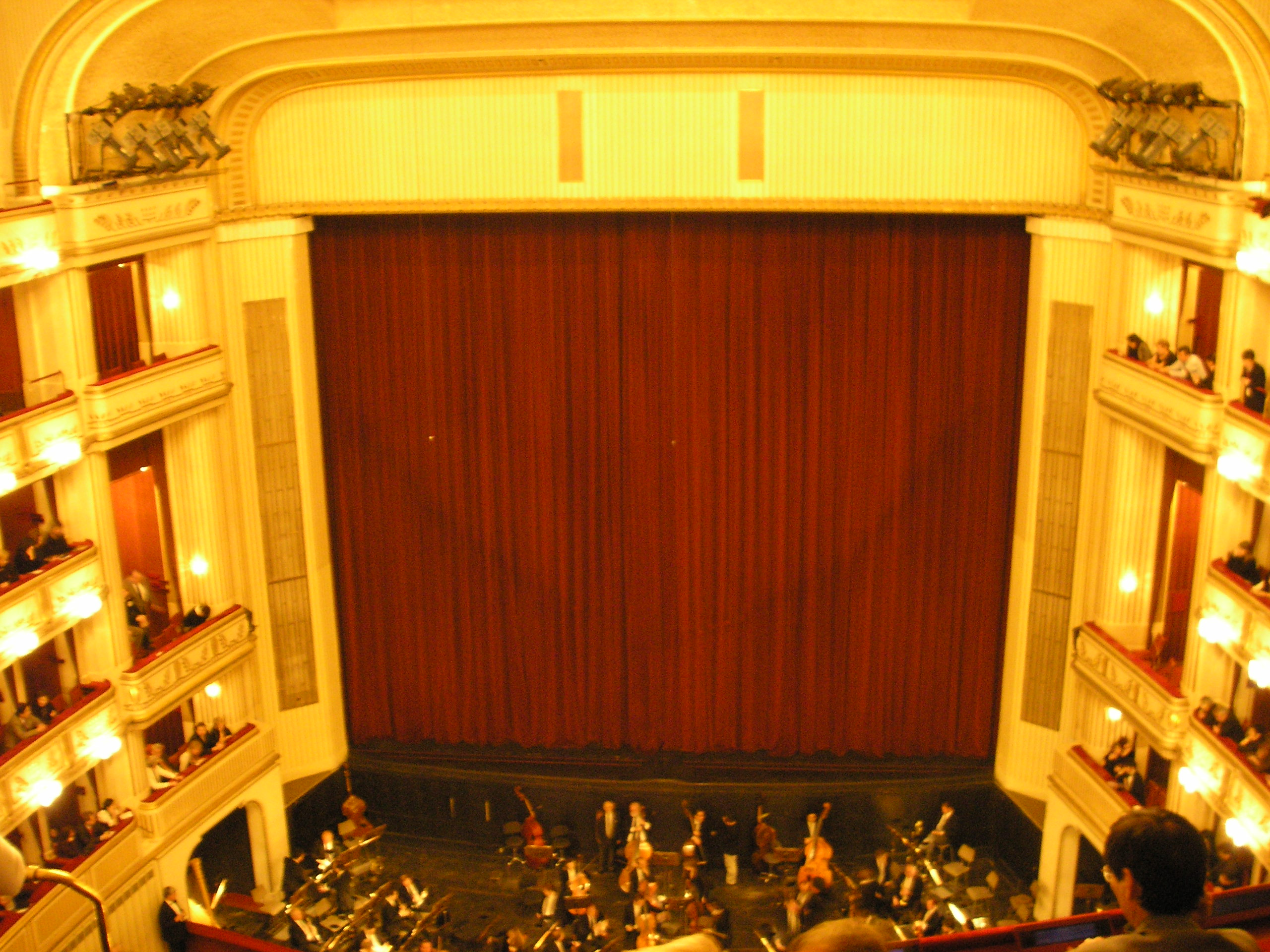
مشهد من فوق البلكون
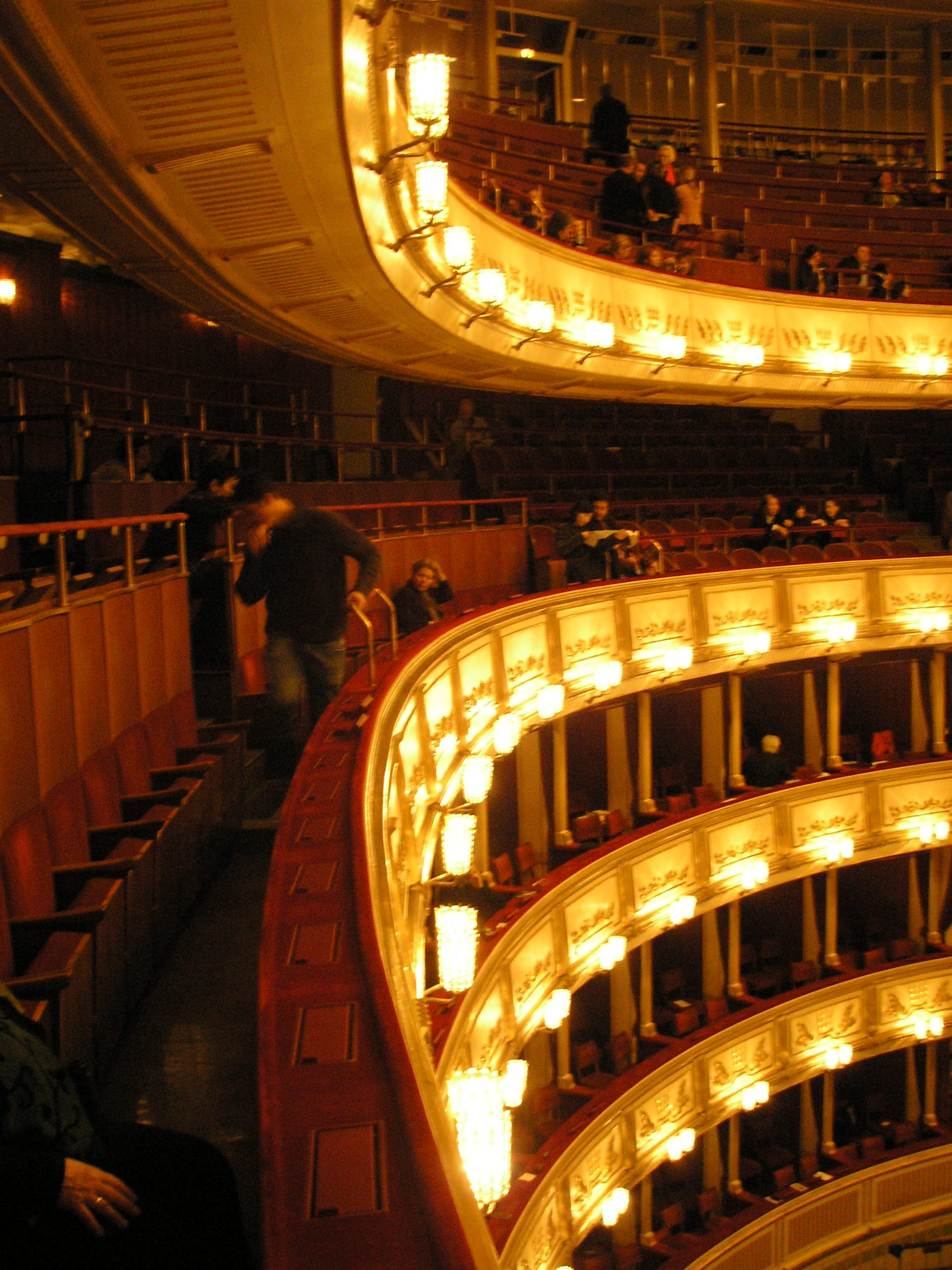
بلكون